# Xatınlı
Xatınlı (ryska: Хатынлы) är en ort i Azerbajdzjan.   Den ligger i distriktet Tovuz Rayonu, i den västra delen av landet, 400 km väster om huvudstaden Baku. Xatınlı ligger 361 meter över havet och antalet invånare är 2 963.
Terrängen runt Xatınlı är platt åt sydost, men åt nordväst är den kuperad. Runt Xatınlı är det ganska tätbefolkat, med 78 invånare per kvadratkilometer.. Närmaste större samhälle är Tovuz, 5,9 km söder om Xatınlı. 
Trakten runt Xatınlı består till största delen av jordbruksmark.